# رجل فقد عقله (فلم)
رجل فقد عقله هو فيلم مصري عرض عام 1980، بطولة فريد شوقي وعادل إمام وسهير رمزي وكريمة مختار، ومن إخراج محمد عبد العزيز.

## قصة الفيلم
تدور أحداث الفيلم حول أحد رجال الأعمال الكبار واسمه أحمد له علاقات نسائية كثيرة ويبرر لأولاده السبب في هذه العلاقات النسائية بأن زوجته فهيمة «كريمة مختار» لم تعد صغيرة وتهمل نفسها ولا تحاول أن تتزين له وتهتم بمنزلها أكثر من اللازم، يتعرف أحمد «فريد شوقي» على الراقصة سوزي «سهير رمزي» فيغدق عليها من أمواله ويعدها بالزواج، يعلم ابنه زكي «عادل إمام» وهو لاعب كرة مشهور باسم زيزو هذا الموضوع فيضحي بنفسه ويتزوجها حرصا على استقرار المنزل ويتخلى عن خطيبته كاميليا، وعندما تكتشف سوزي خطة زكي وزواجه منها حتى يبعد أحمد عن طريقها تجلسه في منزلها حتى لا يؤدي دوره كلاعب في الملعب... وتتوالى الأحداث في إطار كوميدي شيق.

## طاقم التمثيل
- فريد شوقي: (أحمد سعد الدين)
- عادل إمام: (زكي «زيكو»)
- سهير رمزي: (سوزي)
- كريمة مختار: (فهيمة - زوجة أحمد)
- إكرامي: (إكرامي)
- روعة الكاتب: (كاميليا)
- ليلى فهمي: (سكينة - خالة سوزي)
- سلامة إلياس: (صلاح - ابن خالة فهيمة)
- أميمة سليم: (فتاة المصعد)
- سعيد طرابيك: (المحامي)
- رشوان مصطفى: (القاضي)
- إبراهيم قدري: (عم صالح - الطباخ)
- أسماء فريد: (الطفلة سلوى)
- علي زيوار: (المعلق الرياضي - ضيف شرف)
- منى عبد الله
- بدرية عبد الجواد
- سيد مصطفى
- إلهامي حسين: (الضابط)

## فريق العمل
- إخراج: محمد عبد العزيز
- تأليف: علي الزرقاني
- مدير التصوير: كمال كريم
- مونتاج: رشيدة عبد السلام
- موسيقى تصويرية: جمال سلامة
- إنتاج: أفلام الاتحاد (عباس حلمي)
- توزيع داخلي: أفلام الاتحاد (عباس حلمي)
- توزيع خارجي: دولار فيلم